# A magyar jégkorong-válogatott mérkőzései 2022-ben
A magyar férfi jégkorong-válogatott 2022-ben a következő mérkőzéseken szerepel.

## Eredmények
Barátságos mérkőzés
| 885. mérkőzés 2022. április 14. 18:00 (CET) | Magyarország     | 3 – 1                         | Ukrajna | Miskolc, jégcsarnok Nézőszám: 1190 Játékvezetők: Pálkövi Zsombor Rencz Dániel |
| 885. mérkőzés 2022. április 14. 18:00 (CET) | Tóth R. 2 Kreisz | (1:0, 2:1, 0:0) (jegyzőkönyv) | Nimenko | Miskolc, jégcsarnok Nézőszám: 1190 Játékvezetők: Pálkövi Zsombor Rencz Dániel |

Barátságos mérkőzés
| 886. mérkőzés 2022. április 19. 19:00 (CET) | Magyarország | 0 – 3                         | Szlovénia         | Ifjabb Ocskay Gábor Jégcsarnok, Székesfehérvár Nézőszám: 1393 Játékvezetők: Nagy Attila Soós Dániel |
| 886. mérkőzés 2022. április 19. 19:00 (CET) |              | (0:1, 0:1, 0:2) (jegyzőkönyv) | Pance 2 Sabolič 1 | Ifjabb Ocskay Gábor Jégcsarnok, Székesfehérvár Nézőszám: 1393 Játékvezetők: Nagy Attila Soós Dániel |

Barátságos mérkőzés
| 887. mérkőzés 2022. április 22. 19:00 (CET) | Magyarország            | 3 – 2                                   | Ukrajna        | Vasas Jégcentrum, Budapest Nézőszám: 1665 Játékvezetők: Soós Dániel Németh Márton |
| 887. mérkőzés 2022. április 22. 19:00 (CET) | Sárpátki Magosi Nagy G. | (0:1, 1:0, 1:1, 0:0, 1:0) (jegyzőkönyv) | Morozov Ljalka | Vasas Jégcentrum, Budapest Nézőszám: 1665 Játékvezetők: Soós Dániel Németh Márton |

Barátságos mérkőzés
| 888. mérkőzés 2022. április 28. 17:15 (CET) | Magyarország   | 2 – 4                         | Dél-Korea                                 | Vasas Jégcentrum, Budapest Nézőszám: 1677 Játékvezetők: Varjú Árpád Nagy Attila |
| 888. mérkőzés 2022. április 28. 17:15 (CET) | Sofron Nagy G. | (1:1, 1:1, 0:2) (jegyzőkönyv) | Lee J. M. Kim S. W. Park J. K. Jeon J. W. | Vasas Jégcentrum, Budapest Nézőszám: 1677 Játékvezetők: Varjú Árpád Nagy Attila |

divízió 1/A vb
| 889. mérkőzés 2022. május 3. 15:30 (CET) | Magyarország          | 5 – 1           | Dél-Korea | Hala Tivoli, Ljubljana Nézőszám: 1500 Játékvezetők: Mikael Holm (SWE) Liam Sewel (GBR) |
| 889. mérkőzés 2022. május 3. 15:30 (CET) | Fejes Sofron Erdély 3 | (2:0, 3:0, 0:1) | Kim S. W. | Hala Tivoli, Ljubljana Nézőszám: 1500 Játékvezetők: Mikael Holm (SWE) Liam Sewel (GBR) |

divízió 1/A vb
| 890. mérkőzés 2022. május 4. 15:30 (CET) | Magyarország    | 2 – 1 | Litvánia | Hala Tivoli, Ljubljana |
| 890. mérkőzés 2022. május 4. 15:30 (CET) | (0:1, 1:1, 0:0) |       |          | Hala Tivoli, Ljubljana |

divízió 1/A vb
| 891. mérkőzés 2022. május 6. 19:00 (CET) | Szlovénia       | 5 – 1 | Magyarország | Hala Tivoli, Ljubljana |
| 891. mérkőzés 2022. május 6. 19:00 (CET) | (1:1, 2:0, 2:0) |       |              | Hala Tivoli, Ljubljana |

divízió 1/A vb
| 892. mérkőzés 2022. május 8. 15:30 (CET) | Magyarország    | 4 – 2 | Románia | Hala Tivoli, Ljubljana |
| 892. mérkőzés 2022. május 8. 15:30 (CET) | (2:0, 1:2, 1:0) |       |         | Hala Tivoli, Ljubljana |

Sárközy Tamás Emléktorna
| 893. mérkőzés 2022. november 10. 18:30 (CET) | Magyarország         | 3 – 2 hu. | Japán | Tüskecsarnok, Budapest |
| 893. mérkőzés 2022. november 10. 18:30 (CET) | (0:1, 2:0, 0:1, 1:0) |           |       | Tüskecsarnok, Budapest |

Sárközy Tamás Emléktorna
| 894. mérkőzés 2022. november 12. 15:00 (CET) | Magyarország         | 1 – 2 hu. | Franciaország | Tüskecsarnok, Budapest |
| 894. mérkőzés 2022. november 12. 15:00 (CET) | (0:0, 0:1, 1:0, 0:1) |           |               | Tüskecsarnok, Budapest |

Sárközy Tamás Emléktorna
| 895. mérkőzés 2022. november 13. 15:00 (CET) | Magyarország    | 1 – 2 | Ukrajna | Tüskecsarnok, Budapest |
| 895. mérkőzés 2022. november 13. 15:00 (CET) | (0:2, 0:0, 1:0) |       |         | Tüskecsarnok, Budapest |

Barátságos mérkőzés
| 896. mérkőzés 2022. december 15. 18:30 (CET) | Ausztria        | 2 – 0 | Magyarország | Kapfenberg Arena, Kapfenberg |
| 896. mérkőzés 2022. december 15. 18:30 (CET) | (1:0, 0:0, 1:0) |       |              | Kapfenberg Arena, Kapfenberg |

Barátságos mérkőzés
| 897. mérkőzés 2022. december 16. 18:30 (CET) | Ausztria        | 1 – 2 | Magyarország | Kapfenberg Arena, Kapfenberg |
| 897. mérkőzés 2022. december 16. 18:30 (CET) | (0:2, 1:0, 0:0) |       |              | Kapfenberg Arena, Kapfenberg |